# Rozhlasová hra

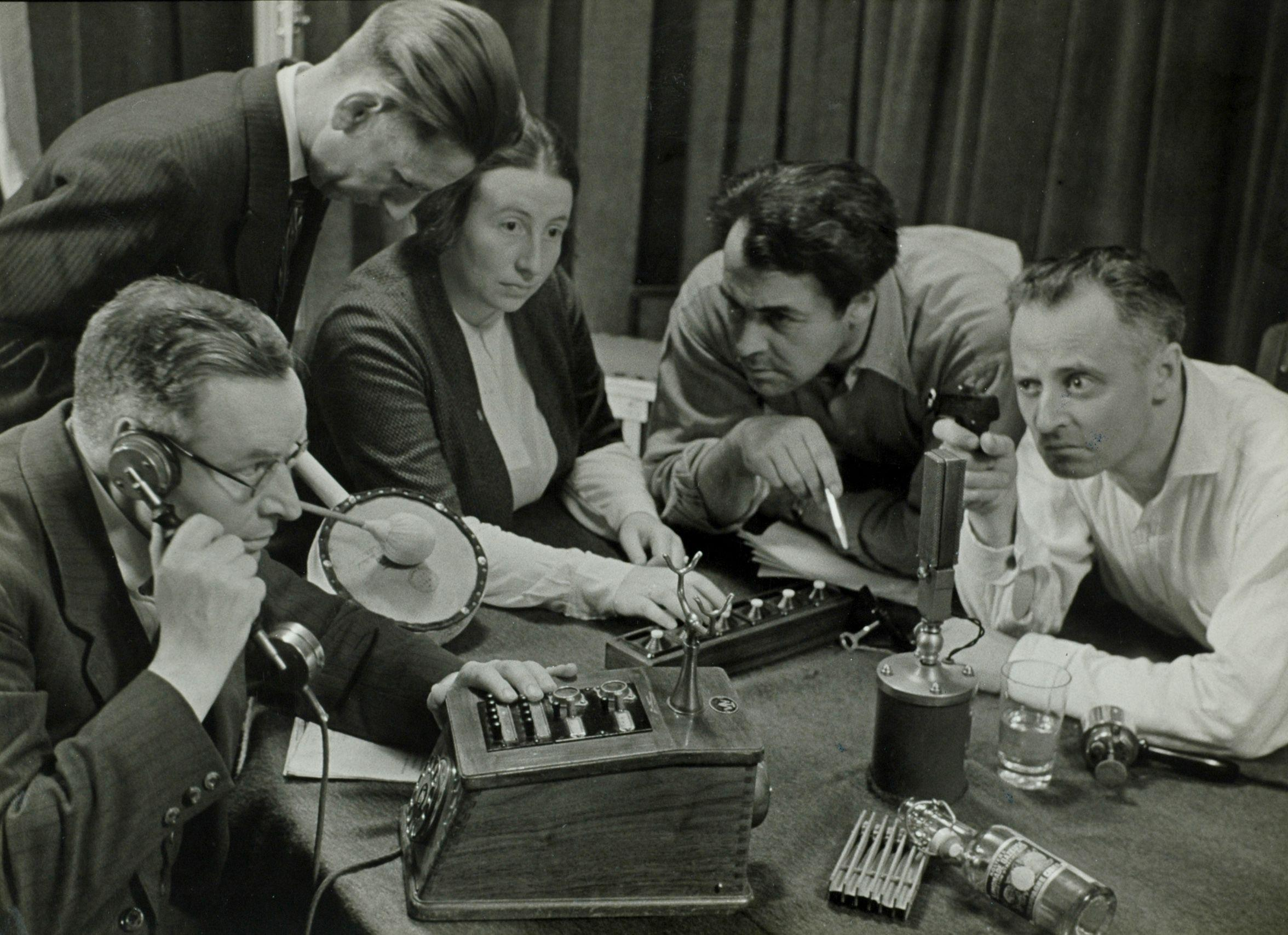
Nahrávání rozhlasové hry v Nizozemsku (1949)

Rozhlasová hra je forma rozhlasového vysílání, jež prostřednictvím dramatických prostředků (dialog, monolog, hudba, zvukové efekty) vypráví příběh libovolného žánru. Často je k vyprávění příběhu užito formy jiného rozhlasového žánru (např. fiktivní reportáž ve slavné adaptaci Wellsovy Války světů od Orsona Wellese z roku 1938, fiktivní interview v české rozhlasové verzi románu Já, Claudius), což je označováno jako tzv. radio fikce, jindy jde prostě o drama zbavené vizuální stránky a upravené vzhledem k rozhlasové inscenaci – text je často zvukovým záznamem divadelního představení nebo je jako takový stylizován. Často jsou do podoby rozhlasové hry upravovány klasické divadelní hry i jiná literární díla, původní divadelní hry určené přímo k rozhlasové inscenaci nejsou tak časté. Rozhlasové hře je podobná rozhlasová četba (v nerozhlasovém prostředí se užívá název audio kniha) při níž jeden nebo více interpretů předčítá text knihy nebo povídky, aniž by využíval dramatických prostředků.

## Historie
Rozhlasové hře předcházely rozhlasové záznamy divadelních inscenací a fiktivní reportáže. První rozhlasovou hrou je patrně fiktivní reportáž Danger (tj. Nebezpečí) Richarda Hughese, vyprávějící o hornících, uvízlých v zavalené šachtě, kterou vysílala britská stanice BBC 15. ledna 1924. Obdobné techniky a témata byly v následujících letech hojně využívány, spadá do nich i patrně nejslavnější rozhlasová hra všech dob, adaptace Války světů Orsona Wellese z roku 1938, kterou údajně posluchači pokládali za skutečnou reportáž. V období před a po druhé světové válce se rozšířila válečná tematika, opět často pojímaná jako fiktivní reportáž. V poválečném období vznikla celá řada pozoruhodných původních rozhlasových her, jako rozhlasová hra vznikla také kultovní scifi Stopařův průvodce po Galaxii od Douglase Adamse (1978), která byla později převedena do podoby televizního seriálu, románové série a filmu. Překlad původní hry byl inscenován i v Česku. Řada jiných literárních děl byla také upravena do podoby rozhlasové hry, zpravidla brzy po vydání. Na vysílání rozhlasových her vznikly i specializované rozhlasové stanice (např. v Británii stanice BBC 3 a BBC 4, v Česku např. ČRo 3 – Vltava, specializované mimo rozhlasových her i na klasickou hudbu, rozhlasové hry ale vysílají i další stanice).

## Česká historie
Česká rozhlasová hra vznikla ze záznamů divadelních her (první takovou hrou bylo Jiříkovo vidění Josefa Kajetána Tyla, jehož záznam byl vysílán 8. června 1926), v pozdější době vznikalo mnoho her zejména s venkovskou a místní tematikou, ale i fiktivních reportáží o nejrůznějších katastrofách (Jan Grmela – Požár opery, 1930). Významnou osobností české rozhlasové hry byl autor životopisných románů František Kožík, který mj. napsal vůbec nejúspěšnější českou původní rozhlasovou hru, životopisné drama Cristobal Colón (poprvé vysíláno 12. dubna 1934, později mnoho dalších inscenací i v jiných jazycích). V padesátých letech 20. století se vývoj rozhlasové hry zastavil (rozhlasová hra byla prohlášena za formalismus), vysíláno mnoho významných divadelních her, původních, adaptovaných i přeložených z jiných jazyků. V roce 1958 došlo k pozoruhodnému experimentu – nastudování inscenace Válka s Mloky Karel Čapek – Jaroslava Strejčková – Jiří Horčička, která období nerozhlasové popisnosti prolomila. V šedesátých letech se žánru věnovali i významní spisovatelé (např. Ludvík Aškenazy, Zdeněk Jirotka, Zdeněk Svěrák, Milan Uhde, Zdeněk Mahler). Vývoj rozhlasové hry zhruba sledoval vývoj české literatury, vliv "české rozhlasové školy" však přesáhl hranice regionu (režijní práce Jiřího Horčičky v zahraničí). Mezi významné počiny patří Bylo to na váš účet (Ludvík Aškenazy), Všechny moje hlasy (Antonín Přidal), Urhamlet (Miloš Rejnuš), Porota (Ivan Klíma), Dvojí zákon (Karol Sidon) a další. K významným počinům docházelo i v disidentských kruzích (Václav Havel – Audience, Milan Uhde – Velice tiché Ave), které pochopitelně většinou nebyly ve své době profesionálně realizovány a vysílány, některé z nich ale byly nahrány amatérsky (Audience z roku 1978 v hlavních rolích s autorem a Pavlem Landovským). Vznikly i rozhlasové seriály, vysílané delší dobu (např. známé Jak se máte, Vondrovi). Po roce 1989 byly – podobně jako v televizi – vysílány obnovené premiéry zakázaných her z 60. let a nově nastudovány hry zakázaných autorů. V devadesátých letech se prosadili autoři jako Přemysl Rut (Existence Dušana Rouse, 1997; Takový beznadějný případ, 1991), Daniela Fischerová (Velká vteřina, 1992; Zapřený Albert, 1989; Andělský smích, 1994), Jiří Kratochvil (Babička slaví 99 narozeniny aneb Rozhlasová balada o Smrti a o Jankovi, 1997), nové hry tvoří i autoři, kteří se etablovali v letech šedesátých, např. Antonín Přidal (Políček č. 111, 1991; Atentát v přízemí, 1994; Prodám ucho, prodám hrob, 2007). Rozhlasové tvorbě se věnuje i autor a dramaturg Jan Vedral; jeho dramatické práce se vyznačují především výrazně kritickým pohledem na současnost a vnímání minulost (Dabér, 1996; Xaver, 2009). Rozmach zažívá také rozhlasová četba, dramatizace beletristických textů a seriály.

## Současná česká tvorba
V posledních letech přichází ke slovu i nejmladší generace, především v cyklu ČRo 3 Vltava "Čajovna - Hry a dokumenty nové generace". Vynikají především Tereza Semotamová (Slyšíš mě?, 2005; Vjezd dočasně zakázán, Brambůrky, 2007; Svatba nesvatba, 2007; A zírat do stropu, 2007; Vítej mezi námi, 2007; Moje blány plovací, 2008; Gothaj a plastová okna, 2009), Tomáš Syrovátka (Štít, 2007), Roman Sikora (Smrt talentovaného vepře, 2009), Kateřina Rudčenková (Čas třešňového dýmu, 2008), nebo Lenka Skalická (Rodíme, 2022).